# Åmarken Station
Åmarken Station er en S-togs-station på Køge Bugt-banen.
Stationen åbnede 1. oktober 1972.

## Antal rejsende
Ifølge Østtællingen var udviklingen i antallet af dagligt afrejsende med S-tog:
| År   | Antal | År   | Antal | År   | Antal | År   | Antal |
| ---- | ----- | ---- | ----- | ---- | ----- | ---- | ----- |
| 1957 | -     | 1974 | 1.002 | 1991 | 907   | 2001 | 684   |
| 1960 | -     | 1975 | 918   | 1992 | 921   | 2002 | 684   |
| 1962 | -     | 1977 | 966   | 1993 | 834   | 2003 | 797   |
| 1964 | -     | 1979 | 1.069 | 1995 | 699   | 2004 | 798   |
| 1966 | -     | 1981 | 1.152 | 1996 | 730   | 2005 | 632   |
| 1968 | -     | 1984 | 993   | 1997 | 814   | 2006 | 702   |
| 1970 | -     | 1987 | 905   | 1998 | 819   | 2007 | 914   |
| 1972 | 947   | 1990 | 996   | 2000 | 808   | 2008 | 1.000 |